# نتر (كيمياء)
النتر في الكيمياء هو الشكل المعدني لملح نترات البوتاسيوم (ثلج الصين) KNO3. من المعادن المتعلقة أيضاً بالنتر كل من نتر الصودا (نترات الصوديوم) ونتر الأمونيا (نترات الأمونيوم).

## التاريخ
تاريخياً لم يكن هناك تفريق بين النتر وبين النطرون (كربونات الصوديوم)، حيث أن التعريفات القديمة كانت غامضة، وكانت تفضي بالنهاية إلى مزيج من مركبات الصوديوم والبوتاسيوم مع أملاح من الكربونات والنترات. اشتق لفظ النتر من الكلمة الإغريقية νιτρων نطرون، وذلك من المصرية القديمة netjeri، وذلك للإشارة إلى الترسبات الملحية في وادي النطرون.

## الخصائص
النتر عبارة عن مادة بلورية عديمة اللون أو بيضاء تتبلور وفق النظام البلوري المعيني القائم. غالباً ما توجد ترسبات النتر على شكل تكوّنات قشرية كبيرة وعلى شكل كتل مزهرة على جدران الكهوف وأسقفها، حيث ترشح المحاليل الحاوية على أملاح البوتاسيوم القلوية إلى الثقوب.
يمكن أيضاً العثور على مجموعات بلورية ذات شكل موشوري إبري من النتر، كما أن النمو البلوري يظهر توأمة بلورية.

## الاستخدامات
يستعمل ملح النتر بشكل مكثف في الأسمدة وتاريخياً في صناعة البارود.